# Giải của Hiệp hội phê bình phim Chicago cho nữ diễn viên chính xuất sắc nhất
Giải của Hiệp hội phê bình phim Chicago cho nữ diễn viên chính xuất sắc nhất là một giải thưởng hàng năm của Hiệp hội phê bình phim Chicago dành cho nữ diễn viên đớng vai chính trong một phim, được bầu chọn là xuất sắc nhất.

## Các người đoạt giải

### Thập niên 1980
| Năm  | Người đoạt giải   | Phim                    | Vai diễn      |
| ---- | ----------------- | ----------------------- | ------------- |
| 1989 | Michelle Pfeiffer | The Fabulous Baker Boys | Susie Diamond |

### Thập niên 1990
| Năm  | Người đoạt giải      | Phim                               | Vai diễn          |
| ---- | -------------------- | ---------------------------------- | ----------------- |
| 1990 | Kathy Bates          | Misery                             | Annie Wilkes      |
| 1993 | Holly Hunter         | The Piano                          | Ada McGrath       |
| 1994 | Jennifer Jason Leigh | Mrs. Parker and the Vicious Circle | Dorothy Parker    |
| 1995 | Elisabeth Shue       | Leaving Las Vegas                  | Sera              |
| 1996 | Frances McDormand    | Fargo                              | Marge Gunderson   |
| 1997 | Judi Dench           | Mrs. Brown                         | Mrs. Brown        |
| 1998 | Cate Blanchett       | Elizabeth                          | Queen Elizabeth I |
| 1999 | Hilary Swank         | Boys Don't Cry                     | Brandon Teena     |

### Thập niên 2000
| Năm  | Người đoạt giải   | Phim                     | Vai diễn                  |
| ---- | ----------------- | ------------------------ | ------------------------- |
| 2000 | Ellen Burstyn     | Requiem for a Dream      | Sara Goldfarb             |
| 2001 | Naomi Watts       | Mulholland Drive         | Betty Elms/Diane Selwyn   |
| 2002 | Julianne Moore    | Far from Heaven          | Cathy Whitaker            |
| 2003 | Charlize Theron   | Monster                  | Aileen Wuornos            |
| 2004 | Imelda Staunton   | Vera Drake               | Vera Drake                |
| 2005 | Joan Allen        | The Upside of Anger      | Terry Ann Wolfmeyer       |
| 2005 | Felicity Huffman  | Transamerica             | Bree                      |
| 2005 | Keira Knightley   | Pride & Prejudice        | Elizabeth "Lizzie" Bennet |
| 2005 | Naomi Watts       | King Kong                |                           |
| 2005 | Reese Witherspoon | Walk the Line            | June Carter-Cash          |
| 2006 | Helen Mirren      | The Queen                | Queen Elizabeth II        |
| 2006 | Penélope Cruz     | To Return (Volver)       | Raimunda                  |
| 2006 | Judi Dench        | Notes on a Scandal       | Barbara Covett            |
| 2006 | Maggie Gyllenhaal | Sherrybaby               |                           |
| 2006 | Meryl Streep      | The Devil Wears Prada    | Miranda Priestly          |
| 2006 | Kate Winslet      | Little Children          | Sarah Pierce              |
| 2007 | Ellen Page        | Juno                     | Juno MacGuff              |
| 2007 | Julie Christie    | Away from Her            | Fiona Anderson            |
| 2007 | Marion Cotillard  | La Vie en Rose (La môme) | Edith Piaf                |
| 2007 | Angelina Jolie    | A Mighty Heart           |                           |
| 2007 | Laura Linney      | The Savages              | Wendy Savage              |
| 2008 | Anne Hathaway     | Rachel Getting Married   | Kym                       |
| 2008 | Sally Hawkins     | Happy-Go-Lucky           | Pauline "Poppy" Cross     |
| 2008 | Angelina Jolie    | Changeling               | Christine Collins         |
| 2008 | Melissa Leo       | Frozen River             | Ray Eddy                  |
| 2008 | Meryl Streep      | Doubt                    | Sister Aloysius           |
| 2009 | Carey Mulligan    | An Education             | Jenny Miller              |
| 2009 | Abbie Cornish     | Bright Star              | Fanny Brawne              |
| 2009 | Maya Rudolph      | Away We Go               | Verona De Tessant         |
| 2009 | Gabourey Sidibe   | Precious                 | Claireece Precious Jones  |
| 2009 | Meryl Streep      | Julie & Julia            | Julia Child               |